# Graphe de Higman-Sims
Le graphe de Higman-Sims est, en théorie des graphes, un graphe 22-régulier possédant 100 sommets et 1100 arêtes.

## Propriétés

### Propriétés générales
Le diamètre du graphe de Higman-Sims, l'excentricité maximale de ses sommets, est 2, son rayon, l'excentricité minimale de ses sommets, est 2 et sa maille, la longueur de son plus court cycle, est 4. Il s'agit d'un graphe 22-sommet-connexe et d'un graphe 22-arête-connexe, c'est-à-dire qu'il est connexe et que pour le rendre déconnecté il faut le priver au minimum de 22 sommets ou de 22 arêtes.

### Propriétés algébriques
Le groupe d'automorphismes du graphe de Higman-Sims est un groupe d'ordre 88 704 000. Il est isomorphe au produit semi-direct du groupe de Higman-Sims d'ordre 44 352 000 avec le groupe cyclique d'ordre 2. Il agit transitivement sur l'ensemble des arêtes du graphe de Higman-Sims, faisant de lui un graphe arête-transitif, c'est-à-dire un graphe dont toutes les arêtes jouent exactement le même rôle.
Le polynôme caractéristique de la matrice d'adjacence du graphe de Higman-Sims est : {\displaystyle (x-22)(x-2)^{77}(x+8)^{22}}. Le graphe de Higman-Sims est donc un graphe intégral, un graphe dont le spectre est constitué d'entiers.